# Lovell (Wyoming)
Lovell ist der bevölkerungsreichste Ort des Big Horn County im Norden des US-Bundesstaates Wyoming. Das U.S. Census Bureau hat bei der Volkszählung 2020 eine Einwohnerzahl von 2243 ermittelt.

## Geographie

### Geographische Lage
Lovell liegt im Nordwesten des Big Horn County, etwa 20 km südlich der Grenze zum Bundesstaat Montana. Der Ort liegt in der flachen Hochebene des nördlichen Bighorn Basins, an den westlichen Ausläufern der Bighorn Mountains auf 1168 m Höhe. Nördlich von Lovell mündet der Sage Creek in den Shoshone River und folgt diesem nach Osten bis zur Mündung in den dort im Bighorn Lake aufgestauten Bighorn River, der im weiteren Verlauf nach Norden durch den Bighorn Canyon in der Bighorn Canyon National Recreation Area fließt. Am östlichen Ortsausgang befindet sich das dazugehörige Besucherzentrum Cal S. Taggart Bighorn Canyon Visitor Center. Lovell liegt etwa 30 km nordöstlich von Powell, 47 km nordnordwestlich von Greybull und ca. 63 km nordwestlich der Stadt Cody. Laut dem United States Census Bureau hat der Ort eine Fläche von 2,85 km².

### Klima
Nach dem Köppen-Klimaklassifikationssystem hat Lovell ein kaltes Wüstenklima, das auf Klimakarten mit BWk abgekürzt wird. Der Ort erhält jährlich rund 163 mm Niederschlag, die regenreichsten Monate sind April und Mai. Die heißeste in Lovell gemessene Temperatur betrug 43,9 °C am 29. Juni 1919. Am 5. Februar 1899 wurde mit −44,4 °C die kälteste Temperatur gemessen.
|                        | Jan   | Feb   | Mär  | Apr  | Mai  | Jun  | Jul  | Aug  | Sep  | Okt  | Nov  | Dez   |   |       |
| Mittl. Temperatur (°C) | −7,1  | −4,4  | 2,3  | 7,1  | 12,4 | 17,7 | 21,7 | 20,3 | 14,8 | 7,3  | 0,1  | −6,0  | ⌀ | 7,2   |
| Mittl. Tagesmax. (°C)  | −0,6  | 2,3   | 9,7  | 14,4 | 19,4 | 25,3 | 30,3 | 29,3 | 23,4 | 14,9 | 6,0  | 0,3   | ⌀ | 14,6  |
| Rekordmaximum (°C)     | 17    | 22    | 26   | 32   | 37   | 44   | 42   | 41   | 37   | 32   | 23   | 19    | ᐃ | 44    |
| Mittl. Tagesmin. (°C)  | −13,7 | −11,1 | −5,1 | −0,4 | 5,4  | 10,1 | 13,1 | 11,3 | 6,2  | −0,2 | −6,7 | −12-3 | ⌀ | −0,2  |
| Rekordminimum (°C)     | −41   | −44   | −33  | −23  | −8   | −2   | 1    | −2   | −10  | −22  | −33  | −42   | ᐁ | −44   |
|                        |       |       |      |      |      |      |      |      |      |      |      |       |   |       |
| Niederschlag (mm)      | 4,8   | 6,9   | 5,8  | 17   | 28   | 30   | 14   | 7,4  | 20   | 19   | 5,1  | 5,1   | Σ | 163,1 |
|                        |       |       |      |      |      |      |      |      |      |      |      |       |   |       |
| Regentage (d)          | 2,2   | 2,6   | 2,7  | 5,0  | 6,8  | 6,8  | 3,7  | 3,2  | 4,1  | 3,8  | 2,4  | 2,1   | Σ | 45,4  |

| −13,7 |

| −11,1 |

| −5,1 |

| −0,4 |

| 5,4 |

| 10,1 |

| 13,1 |

| 11,3 |

| 6,2 |

| −0,2 |

| −6,7 |

| −12-3 |

| −13,7 |

| −11,1 |

| −5,1 |

| −0,4 |

| 5,4 |

| 10,1 |

| 13,1 |

| 11,3 |

| 6,2 |

| −0,2 |

| −6,7 |

| −12-3 |

| N i e d e r s c h l a g | 4,8 | 6,9 | 5,8 | 17  | 28  | 30  | 14  | 7,4 | 20  | 19  | 5,1 | 5,1 |
|                         | Jan | Feb | Mär | Apr | Mai | Jun | Jul | Aug | Sep | Okt | Nov | Dez |

## Geschichte
Im Jahr 1888 wurde an der heutigen Position von Lovell ein erstes Postamt eröffnet. Am 5. Oktober 1906 wurde der Ort nach einer Abstimmung gegründet. Benannt wurde Lovell nach Henry Clay Lovell, einem Rancher aus dem Bighorn Basin, der am nahen Bighorn River die M L Ranch gründete.
Zwei Bauwerke in Lovell wurden in das National Register of Historic Places aufgenommen: die EJZ Bridge, die außerhalb von Lovell den Shoshone River überquert, sowie das Hyart Theater, eines der wenigen intakten Kinos in Wyoming aus den frühen 1950er Jahren.

## Demographie
Nach der Volkszählung im Jahr 2020 lebten in Lovell 2243 Menschen. Es gab 855 Haushalte und 510 Familien. Die Bevölkerungsdichte betrug 787 Einwohner pro Quadratkilometer. Ethnisch betrachtet setzte sich die Bevölkerung zusammen aus 87,07 % Weißen, 0,27 % Afroamerikanern, 1,30 % amerikanischen Ureinwohnern, 0,49 % Asiaten, 0,18 % Bewohnern aus dem pazifischen Inselraum und 3,37 % aus anderen ethnischen Gruppen; 8,20 % stammten von zwei oder mehr ethnischen Gruppen ab. 6,10 % Prozent der Bevölkerung waren spanischer oder lateinamerikanischer Abstammung.
Von den 855 Haushalten hatten 32,75 % Kinder und Jugendliche unter 18 Jahre, die bei ihnen lebten. Die Durchschnittshaushaltsgröße betrug 2,46 und die durchschnittliche Familiengröße lag bei 3,30 Personen.
Die Bevölkerung setzte sich zusammen aus 26,04 % Einwohnern unter 18 Jahren, 4,68 % zwischen 18 und 24 Jahren, 24,88 % zwischen 25 und 44 Jahren, 20,11 % zwischen 45 und 64 Jahren und 21,40 % waren 65 Jahre alt oder darüber. Das Durchschnittsalter betrug 40,1 Jahre. Auf 100 weibliche Personen kamen 116,3 männliche Personen.

## Verkehr

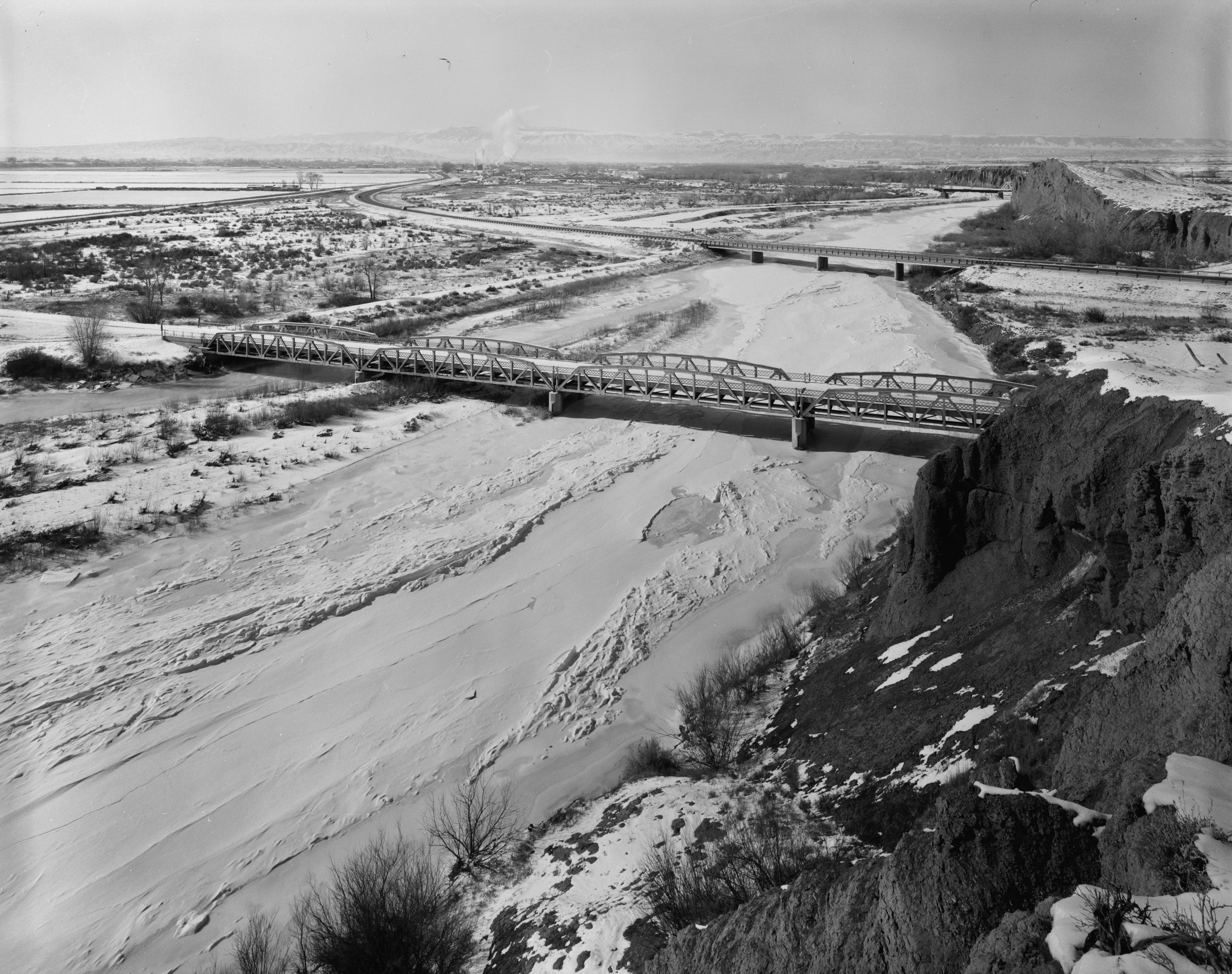
Die EJZ Bridge führt westlich von Lovell über den Shoshone River

Durch die Innenstadt von Lovell führen die hier als Main Street verlaufenden Straßen US310 und WYO789. Nach Osten verlässt der U.S. Highway 14A, eine Alternativroute des U.S. Highway 14, den Ort, bietet Anschluss an den Wyoming Highway 37 zur Bighorn Canyon National Recreation Area und führt im weiteren Verlauf über die Bighorn Mountains nach Dayton im Sheridan County. Nach Südosten führen Wyoming Highway 789 und U.S. Highway 310 in Richtung Greybull, nach Südwesten verläuft der Wyoming Highway 32 in Richtung Burlington sowie parallel dazu nördlich des Shoshone River die US14-Alt über Byron und Garland nach Powell. US310 und WYO789 verlassen Lovell nach Nordwesten und verlaufen über Cowley, Deaver und Frannie weiter in Richtung Bridger im Carbon County in Montana.
Im frühen 20. Jahrhundert betrieb die Chicago, Burlington and Quincy Railroad die Big Horn Railroad, die entlang des Bighorn Rivers durch das Bighorn Basin verlief und vorbei an Lovell über Frannie nach Billings führte. Der Betrieb wurde 1967 eingestellt.

## Belege
1. 1 2 3 4  Census of Lovell, Wyoming. In: United States Census Bureau. Abgerufen am 31. Mai 2024.
2. ↑  US Gazetteer Files 1010. 25. Januar 2012, abgerufen am 31. Mai 2024.
3. ↑  NOAA US Department of Commerce: Climate. Abgerufen am 31. Mai 2024 (amerikanisches Englisch).
4. ↑  Big Horn County, Wyoming | WyoHistory.org. Abgerufen am 31. Mai 2024.
5. ↑  Tidbits of Lovell's History. Abgerufen am 31. Mai 2024 (englisch).
6. ↑  Hyart Theater National Register form.pdf. Abgerufen am 31. Mai 2024.
7. ↑  The Burlington Route: Wyoming’s Second Transcontinental Railroad | WyoHistory.org. Abgerufen am 31. Mai 2024.